# 溝口麻衣
溝口 麻衣（みぞぐち まい、1986年12月5日 - ）は、日本の元タレント、元グラビアアイドル。
兵庫県出身。ノイエに所属していた。

## 来歴
ミスマガジン2005フットサル（実際にはセミファイナル進出時点で、学業優先のため選考を辞退）。小学生時代のサッカー経験を生かして芸能人女子フットサルチーム「ミスマガジン」の中心選手としても活躍していたが、2007年7月21日に石丸電気で行われたファンイベントで芸能界引退を表明。同年8月2日の「すかいらーくグループ 冒険王CUP 1stステージ・決勝大会」を最後にミスマガジンフットサルチームを退団、8月4日に大阪で行われたイベントを最後に芸能界を引退した。

## 出演

### バラエティ
- りえむら（2004年 - 2005年、関西テレビ）
- グラドル女学院（2006年、BSフジ）
- 恋するフットサル（2006年4月 - 2007年、フジテレビ）

### 映画
- 赤を視る / RED SEED（2004年、監督：浅川周） - 主演 ハルカ 役

### 舞台
- ピヴォ☆ガール（2006年） - マコト 役

### CM
- 南海電気鉄道 2005年 夏のイメージキャラクター

## 作品

### DVD
- Mai（2005年）
- TOMOMI（2005年、イーネット・フロンティア）岡田由麻と共に北神朋美の友人として出演
- DOKI DOKI Secret Vacance 溝口麻衣 in 沖縄（2006年）
- スフィアリーグ公式　フットサル基礎トレーニングDVD（2006年5月24日、hachama）
- 麻衣Self（2007年2月23日、フォーサイド・ドット・コム）